# Phaneroserphus
Phaneroserphus är ett släkte av steklar som beskrevs av Pschorn-Walcher 1958. Phaneroserphus ingår i familjen svartsteklar.
Släktet innehåller bara arten Phaneroserphus calcar.